# Obłęże
Obłęże (deutsch Woblanse) ist ein Dorf im Powiat Słupski (Stolper Kreis) der polnischen Woiwodschaft Pommern. Es gehört zur Landgemeinde Kępice (Hammermühle).

## Geographische Lage
Das Dorf liegt in Hinterpommern, etwa 25 Kilometer südsüdwestlich der Stadt Słupsk (Stolp), 20 Kilometer südöstlich der Stadt Sławno (Schlawe) und drei Kilometer südwestlich des Dorfs Bartin.

## Geschichte

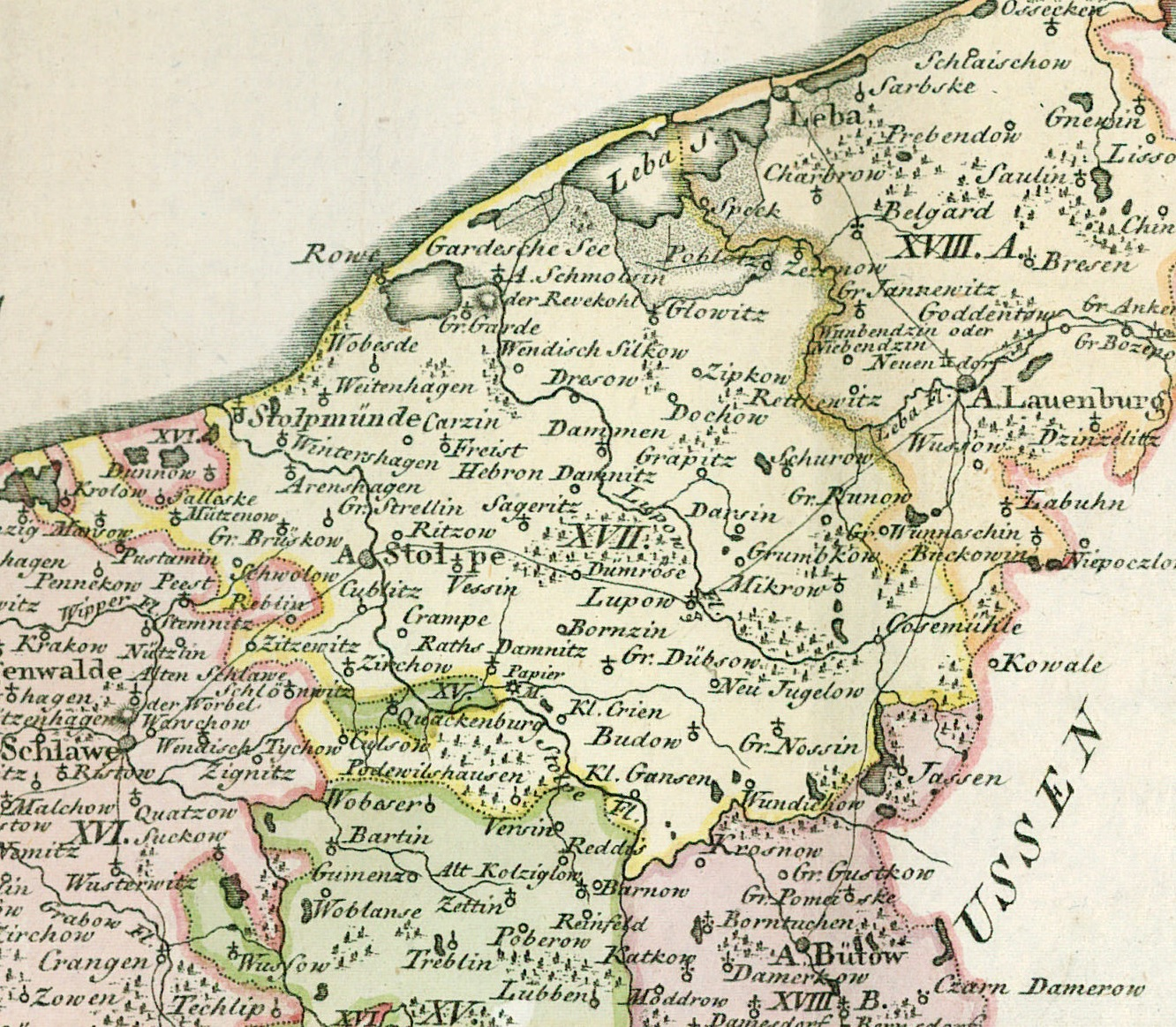
Woblanse, südöstlich von Schlawe und westlich von Bütow, auf einer Landkarte von 1794

Das ehemalige Rittergut Woblanse war eines der ältesten  Lehen der Familie Massow, die hier ein Stammhaus hatte. Die Massows auf Woblanse werden im 18. Jahrhundert unter denjenigen Familien genannt, die aus ihren Kapitalerträgen begabten Schülern ein Stipendium für den Besuch einer Akademie oder eines akademischen Gymnasiums zur Verfügung stellten. 1862 verkaufte Wilhelm-Franz von Massow das Gut an den Freiherrn von Blittersdorf, der es sofort weiterverkaufte an Leo von Gaudecker. Von Mathilde du Roveray geb. v. Gaudecker erwarb 1918 Graf Graf Karl von Bismarck-Osten, Fideikommissherr auf Plathe, das Gut Woblanse.
1925 hatte die Landgemeinde Woblanse insgesamt 50 Wohnhäuser, und es wurden 122 Haushaltungen und 556 Einwohner gezählt.
Am 1. April 1927 hatte der Gutsbezirk Woblanse eine Flächengröße von 1478  Hektar, und am 16. Juni 1925 hatte der Gutsbezirk 281 Einwohner.  Zwischen 1928 und 1932 wurde der Gutsbezirk Woblanse in die Landgemeinde Woblanse eingegliedert.
Um 1935 gab es im Dorf Woblanse unter anderem drei Gasthöfe, eine Bäckerei und eine Stellmacherei. Im Jahr 1939 hatte die Landgemeinde 676 Einwohner.
Das Dorf gehörte bis 1945 zum Landkreis Rummelsburg im Regierungsbezirk Köslin der Provinz Pommern des Deutschen Reichs und war dem Amtsbezirk Bartin zugeordnet. Zu der Gemeinde Woblanse gehörte auch der Wohnplatz Woblanser Schäferei. Die Gemeindefläche war 16,9 km² groß. 
Gegen Ende des Zweiten Weltkriegs flüchteten die Einwohner am 5. März 1945 zunächst vor der heranrückenden Roten Armee. Der Treck wurde jedoch in Groß Garde von der Roten Armee überrollt und musste umkehren.  Es kam zu Übergriffen gegenüber den Dorfbewohnern.  Woblanse selbst war am 6./7. März 1945 ohne nennenswerte Kampfhandlungen von der Sowjetarmee eingenommen worden. In ihr Dorf zurückgekehrt, war die Bevölkerung erneut Übergriffen ausgesetzt. Nach 1945 wurde Woblanse zusammen mit ganz Hinterpommern von der Sowjetunion der Volksrepublik Polen zur Verwaltung überlassen. Ein polnisches Verwaltungsbüro wurde im Dorf erst im Frühsommer 1946 eingerichtet. Das Gut behielt die Sowjetarmee bis 1957 in Besitz. Die polnische Verwaltung brachte für die Einwohner eine gewisse Verbesserung der Lebensumstände; der polnische Amtsvorsteher wird als „verhältnismäßig human“ beschrieben. Die polnischen Behörden vertrieben bis Ende 1947 die deutsche Bevölkerung aus dem Dorf, mit Ausnahme von drei oder vier Familien, die später ausgesiedelt wurden. Der Ortsname Woblanse wurde zu Obłęże polonisiert. 
Im Jahr 2008 lebten in dem Dorf 322 Einwohner.

## Söhne und Töchter des Orts
- Kaspar Otto von Massow (1665–1736), preußischer Verwaltungsbeamter, Geheimer Etats- und Kriegsminister, Oberpräsident von Pommern
- Karl Friedrich Heinrich von Massow (1770–1851), preußischer Generalmajor, zuletzt Kommandeur des 18. Landwehr-Regiments
- Heinrich von Massow (1810–1896), preußischer Generalmajor, zuletzt Kommandant von Neisse